# Tries (mitologia)
Les Tries (en grec antic Θριαί "les Profetesses"), van ser, en la mitologia grega, tres germanes filles de Zeus. Eren nimfes que vivien al Parnàs.
La tradició deia que havien criat Apol·lo, i van quedar després al seu servei. Havien inventat l'art de l'endevinació, que realitzaven amb l'ajuda de petits còdols. La gent que les anava a consultar, portava mel, ja que sembla que els agradava molt. Una d'elles, Cleodora, va ser mare de Parnàs.